# Direction générale des Médias et des Industries culturelles
La direction générale des Médias et des Industries culturelles (DGMIC) est une des trois directions générales du ministère français de la Culture et de la Communication.
Elle fut créée en 2010 à partir de la direction du Développement des médias (service du Premier Ministre) et de la direction du Livre et de la Lecture (ancienne direction du ministère de la culture).

## Missions
La direction générale des médias et des industries culturelles définit, met en œuvre et évalue la politique de l'État en faveur du développement et du pluralisme des médias, de l'industrie publicitaire, de l'ensemble des services de communication au public par voie électronique, de l'industrie phonographique, du livre et de la lecture et de l'économie culturelle. Elle suit les activités du Centre national de la cinématographie.

## Organisation

### Organisation en 2000
La direction du Développement des médias fut créée en 2000. Placée sous l'autorité du Premier ministre, rattachée pour sa gestion au secrétariat général du gouvernement, et mise à disposition du ministère chargé de la Communication, elle a remplacé le Service juridique et technique de l'information et de la communication (SJTIC).
À sa création, elle était organisée de la manière suivante, :
- délégation au développement et à la société de l'information
  - bureau des industries de programmes et des services de la société de l'information
  - bureau des évaluations économiques et de la prospective
  - bureau des techniques et des réseaux de communication
- sous-direction de la réglementation et des affaires européennes
  - bureau du régime juridique de la presse et des services de la société de l'information
  - bureau du régime juridique des services de communication
  - bureau de la réglementation européenne et internationale
  - bureau de l'homologation des publications et agences de presse, secrétariat général de la commission paritaire des publications et agences de presse
- sous-direction des entreprises publiques et des aides économiques
  - bureau du régime économique de la presse et des aides publiques
  - bureau du secteur audiovisuel public
  - bureau des affaires sociales et des ressources humaines
- département des statistiques, des études et de la documentation sur les médias
  - bureau des statistiques des médias
  - bureau des statistiques de la publicité
  - centre de documentation
- secrétariat général
  - bureau des affaires générales
  - service informatique.

### Organisation en 2003
Entre 2003 et 2010, la direction du Développement des médias était organisée de la manière suivante, :
- sous-direction de la presse écrite et de l'information
  - bureau du régime juridique de la presse écrite et des services d'information
  - bureau du régime économique de la presse et des aides publiques
  - bureau de l'homologation des publications et agences de presse, secrétariat général de la commission paritaire des publications et agences de presse
- sous-direction de la communication audiovisuelle
  - bureau du régime juridique de l'audiovisuel
  - bureau du secteur audiovisuel public
  - bureau des industries de programmes
- sous-direction du développement et de la société de l'information
  - bureau des affaires européennes et internationales
  - bureau des techniques et des réseaux de communication
  - bureau des évaluations économiques et de la société de l'information
- département des statistiques, des études et de la documentation sur les médias
  - bureau des statistiques des médias
  - bureau des statistiques de la publicité
  - centre de documentation
- secrétariat général
  - bureau des affaires générales
  - service informatique.

### Organisation en 2010
Depuis le 13 janvier 2010, l’organisation de la direction générale des médias et des industries culturelles est la suivante :
- service du Livre et de la Lecture ;
  - département du patrimoine et de la politique numérique,
  - département de la lecture,
  - département de l’édition et de la librairie,
  - département de la tutelle et du réseau,
- service des médias ;
  - sous-direction de la presse écrite et des métiers de l’information,
  - sous-direction de l’audiovisuel,
- sous-direction du développement de l’économie culturelle ;
  - bureau du financement des industries culturelles,
  - mission du mécénat,
  - bureau des affaires européennes et internationales,
  - bureau des technologies et des réseaux,
  - bureau des études et des évaluations économiques,
- le département des affaires financières et générales;
  - bureau des affaires générales ,
  - bureau des affaires financières et de la formation,
  - centre de documentation.

## Directeurs
Les directeurs du Développement des médias ont été successivement :
- 2000-2002 : Christian Pheline[9]
- 2002-2005 : Alain Seban[10]
- 2005-2007 : Patrick Raude[11]
- 2007-2010 : Laurence Franceschini[12]

Les directeurs généraux des Médias et des Industries culturelles ont été successivement :
- 2010-2015 : Laurence Franceschini[13]
- 2015-2019 : Martin Ajdari
- 2020-2022 : Jean-Baptiste Gourdin[14]
- Depuis 2022 : Florence Philbert[15]